# Протесты в Южной Корее (2016 — 2017)
Протесты в Южной Корее — серии акций протеста против Президента Пак Кын Хе в Южной Корее в октябре-декабре 2016 года. Результатом протестов стало объявление импичмента парламентом 9 декабря.
Протесты начались с демонстрации 26 октября 2016 года после скандала вокруг вмешательства в государственные дела близкой подруги лидера. На этой демонстрации тысячи протестантов осудили Пак Кын Хе и призвали её к отставке. В конце октября журналисты кабельного канала JTBC нашли на помойке одного из отелей планшет, на котором обнаружили около 200 секретных документов 2012—2014 годов, среди которых были 44 черновика речей президента. Как было выяснено позже, речи редактировала Чхве Сун Силь, она была арестована по обвинениям в мошенничестве и злоупотреблении властью.
В разные дни число протестующих достигало от десятков до сотен тысяч участников, им противостояли 10 тысяч полицейских, которые охраняли подступы к зданию. Также власть пыталась устраивать митинги в поддержку президента.

## Предыстория
В октябре 2016 года разразился политический скандал из-за нераскрытых связей президента Пак Кын Хе с Чхве Сун Силь, женщиной без допуска к служебной информации и без официального положения, которая, как выяснилось, давала советы президенту.
Чхве знала Пак с 1970-х годов, поскольку отец первой, Чхве Тхэ Мин, был наставником Пак Чон Хи, тогдашнего президента страны и отца второй. В то время семья Пак всё ещё оплакивала убийство первой леди Юк Ён Су, и Чхве Тхэ Мин утверждал, что может «общаться» с ней по каналу.
Обе остались подругами с тех пор, даже после того, как Пак Кын Хе стала президентом. Поведение Пак во время её пребывания в должности вызвало подозрения из-за отсутствия у неё связи с частями правительства и прессой.
Выяснилось, что Чхве, не занимавшая официальной должности в правительстве, имела доступ к конфиденциальным документам и информации президента и действовала как доверенное лицо президента. Высокопоставленные сотрудники Чхве и президента Пак использовали своё влияние, чтобы вымогать 77,4 миллиарда вон (~774 миллиона долларов) у корейских чеболей — семейных конгломератов крупного бизнеса — для создания двух фондов, связанных со СМИ и спортом (фондов «Мир» и «К-спорт»). Чхве присвоила деньги, и как сообщалось, часть средств была использована для поддержки выездки её дочери Чон Ю Ра в Германии. Её также обвинили в фальсификации процесса приёма в Женский университет Ихва, чтобы помочь дочери поступить туда. Ан Чен Бом, высокопоставленный помощник президента, был арестован за злоупотребление властью и помощь Чхве. Он отрицал правонарушения и утверждал, что просто выполнял указания президента.
25 октября 2016 года Пак публично признала свои тесные связи с Чхве, а 28 октября уволила ключевых членов своего офиса. В этот момент рейтинг президента Пак упал до 5%, что стало самым низким показателем для действующего президента Республики Корея. Её рейтинг одобрения варьировался от 1 до 3% в категории граждан Кореи в возрасте до 60 лет, в то время как для возрастной группы старше 60 лет он оставался выше — на уровне 13%.
Это также побудило президента Пак уволить членов своего кабинета и премьер-министра Республики Корея, чтобы перенаправить критику общественности. В частности, увольнение премьер-министра Хван Гё Ана вызвало споры из-за утверждения, что оно было совершено с помощью текстового сообщения.

## Хронология

### 2016 год

#### Октябрь — ноябрь
29 октября прошла первая акция протеста при свечах, в которой приняли участие около 20 000 человек. В последующие недели их число стало быстро расти.
1 ноября мужчина на экскаваторе врезался в главный вход здания Верховной прокуратуры во время акции протеста в Сеуле.
Рано утром 5 ноября люди вышли на митинг с петицией за отставку президента Пак. По оценкам полиции, протестующих было около 43 000, но организаторы заявляли о более чем 100 000 человек.
12 ноября во время демонстраций были ранены четыре офицера. Двадцать шесть протестующих были доставлены в больницу с травмами, ещё 29 получили медицинскую помощь на месте протестов.
19 ноября большое количество южнокорейских старшеклассников также присоединилось к толпе после сдачи вступительного экзамена в колледж. В нескольких минутах езды от места протеста группа консервативных протестующих собиралась у вокзала Сеула в защиту Пак.
28 ноября 1,9 миллиона человек вышли на улицы в ходе общенационального антипрезидентского митинга.

#### Декабрь
3 декабря 2,3 миллиона человек вышли на улицы в рамках ещё одного митинга против Пак Кын Хе, одного из крупнейших в истории страны. Около 1,6 миллиона человек собрались вокруг главных бульваров от мэрии до площади Кванхвамун и дворца Кёнбоккун. Еще примерно 200 000 человек собрались вокруг города Пусан и 100 000 в Кванджу.
10 декабря, после того как Национальное собрание проголосовало за импичмент Пак, сотни тысяч людей собирались на еженедельные акции протеста в честь этого шага.
Однако 17 декабря сторонники Пак провели свои первые крупные демонстрации в Сеуле, организаторы заявляли, что на них собрался один миллион человек. Они призвали к восстановлению в должности президента, которому в настоящее время объявлен импичмент.
24 декабря 550 000 человек провели Рождественский митинг Санта-Клауса, призывая к немедленному отстранению Пак.
31 декабря южнокорейцы отметили канун Нового года массовыми акциями протеста. По словам Организатора, на улицу вышли более 1 миллиона человек, в результате чего общее количество людей, принявших участие в акциях протеста с октября, достигло 10 миллионов, что является крупнейшим еженедельным протестом в истории Республики Кореи.

### 2017 год

#### Январь
7 января сотни тысяч демонстрантов вернулись на улицы Сеула, требуя немедленной отставки президента, подвергшейся импичменту, и спасения затонувшего парома, в результате которого погибло более 300 человек. В 19:00 (10:00 по Гринвичу) были выпущены сотни жёлтых воздушных шаров, и протестующие задули свечи, которые они несли, в качестве символического жеста, требуя Пак разъяснить тайну её семичасового отсутствия во время затопления парома.
21 января южнокорейцы вышли на улицы, чтобы потребовать ареста наследника Samsung Ли Джэ Ёна, чей ордер на арест был отклонён судом неделей ранее. В ходе 13-й акции протеста со свечами протестующие вновь призвали президента Пак Кын Хе емедленно уйти в отставку. Невзирая на снег и холод, сотни тысяч протестующих также потребовали от Конституционного суда ускорить рассмотрение дела об импичменте Пак.

#### Февраль
Когда митинги при свечах достигли 100-го дня, 4 февраля 400 000 человек собрались на площади Кванхвамун в Сеуле, призывая к продлению расследования специального прокурора и немедленной отставке Пак.
11 февраля сотни тысяч корейцев вышли на улицы, где возникли конфликты между группами сторонников и противников импичмента. Те, кто выступал против Пак, провели свой 15-й еженедельный митинг при свечах на площади Кванхвамун, в то время как её сторонники размахивали южнокорейскими флагами возле мэрии Сеула на своем 12-м митинге. Кандидаты в президенты, в том числе губернатор провинции Чхунчхон-Намдо Ан Хи Джон и бывший лидер главной оппозиционной «Демократической партии» Мун Чжэ Ин, посетили митинг против Пак. Ли Ин Чже из правящей партии «Сэнури» присутствовал на митинге в поддержку Пак, «чтобы стать частью патриотической народной волны», в то время как Ан Чхоль Су, бывший председатель малой оппозиционной «Народной партии», не присутствовал ни на одном из митингов.
После того, как вице-председатель Samsung Ли Чжэ Ён был арестован 17 февраля специальной прокуратурой по обвинению во взяточничестве в связи со скандалом, 18 февраля на улицу вышли 700 000 человек. Протестующие призвали Конституционный суд, который рассматривал законность импичмента, как можно скорее принять решение об отставке президента.
25 февраля сотни тысяч корейцев провели в Сеуле соперничающие демонстрации в связи с импичментом президента Пак Кын Хе в четвёртую годовщину её вступления в должность. Организаторы протеста против Пак заявили, что явка составила один миллион человек, а сторонники Пак заявили, что они собрали три миллиона. Демонстрации проходили в то время, когда суд готовился провести последнее слушание по делу об импичменте президента из-за коррупционного скандала.

#### Март
После того, как Конституционный суд отстранил Пак Кын Хе от власти из-за коррупционного скандала, свёргнутый президент хранила молчание, когда её противники и сторонники разделили улицы столицы массовыми митингами, которые показали, что нация глубоко расколота по поводу своего будущего. Неся флаги и свечи, десятки тысяч людей заняли бульвар в центре Сеула, чтобы отпраздновать отстранение Пак. Тем временем на близлежащей площади большая толпа сторонников Пак мрачно размахивала национальными флагами возле сцены, где организаторы в красных кепках и военной форме поклялись сопротивляться тому, что они назвали «политическим убийством».
Около 20 000 полицейских были направлены для наблюдения за протестующими, которые также были разделены плотным периметром, созданным сотнями полицейских автобусов. Митинги были проведены ещё 1 и 4 марта.